# Ріманте Йонушайте
Ріманте Йонушайте (лит. Rimantė Jonušaitė; нар. 25 жовтня 2003) — литовська футболістка, нападниця італійського «Мілану» та національної збірної Литви.

## Клубна кар'єра
Розпочала свою кар'єру в клубі «Тріумфус» (Мяжейкяй) у рідному місті, виступаючи в чемпіонатах 2017 та 2018 років у Першій лізі литви, другому за силою дивізіону жіночого чемпіонату Литви з футболу.
Восени 2018 року перейшов до «Гінтра Універсітетас» з А-Ліги, вищого дивізіону чемпіонату Литви. В еліті жіночого футболу Литви дебютувала 17 жовтня, відзначилася 2-ма голами у переможному (12:0) виїзному поєдинку проти ССГ-ФА (Шауляй) . До завершення чемпіонату зіграла ще в 5 матчів до кінця чемпіонату, забила ще 4 м'ячі, а «Гінтра» завоювала 17-й титул чемпіона Литви.
Протягом наступних трьох сезонів продовжувала виступати в шяуляйському клубі. У жіночій Лізі чемпіонів УЄФА дебютував 7 серпня 2019 року переможному (1:0) в першому матчі кваліфікаційного етапу проти мальтійської «Біркіркари». У перших двох матчах виграв ще два національні титули, а в сезоні 2021 року, коли команда змінила назву на «Гінтра», відзначилася 42-ма голи з 16 матчів. Проте ще до завершення сезону скористалася можливістю виїхати за кордон й залишила команду. Загалом відзначилася 131-м голом у 52 матчах, також ставала найкращою бомбардиркою А-Ліги у 2019 році (41 гол) та в 2020 році (48 голів), окрім цього зіграла 7 матчів у трьох розіграшах Ліги чемпіонів, а також отримала агороду від Литовською федерацією футболу як найкраща молода футболістка 2020 року.
5 листопада 2021 року, по завершенні сезону, «Мілан» офіційном оголосив про перехід литовської гравчині. Головний тренер команди Мауріціо Ганц надав можливість Ріманте дебютувати за міланський клуб вже через два дні після підписання контракту, у переможному (1:0) домашньому поєдинку Серії А проти «Емполі», в якому на початку другого тайму замінила Ніну Стапельфельдт.

## Кар'єра в збірній
Литовську футбольну асоціацію почала викликати Йонушайте в 2017 році до складу команди WU-15 для участі в Кубку Балтії у вище вказаній віковій категорії. У футболці національної збірної дебютувала 4 серпня у поєдинку проти однолітків з Естонії. Допомогла литовкам вигати трофей, забилп 4 м'ячі, два в переможному (5:1) поєдинку проти Естонії та два в переможному (8:0) матчі проти Латвії.
Наступного року отримала виклик до дівочої збірної Литви (WU-17) для участі в Кубку Балтії вище вказаної вікової категорії. Відзначилася голом  у переможному (5:2) поєдинку кваліфікації дівочого чемпіонат Європи (WU-17) проти Латвії. 4 жовтня 2018 року в своєму першому офіційному турнірі під егідою УЄФА відзначився голом відзначилася голом у програному (1:2) поєдинку проти Шотландії. Загалом же у групі 4 двічі програла та зіграла в одну нічию й не зуміла вийти до наступного раунду. Залишалася основною гравчиеню у наступних матчах кваліфікації чемпіонату Європи в Швеції 2020 року, де провела три матчі групи 7 першого кваліфікаційного етапу. Литва здобула одну перемогу з трьох поєдинках (над Албанією, 2:1), але знову програв два інші матчі та не вийшла до наступного раунду турніру, який, однак, не зіграли через обмеження, пов'язані з пандемією COVID-19.
7 квітня 2019 року Вимас Вікторавичюс викликав 15-річну Йонушайте до стартового складу за національну збірну Литви, в нічийному (2:2) товариському поєдинку проти Фарерських островів, де також відзначилася голом. Декілька місяців по тому зіграла свій перший офіційний матч, у програному (1:2) поєдинку групи H кваліфікації чемпіонату Європи 2022 року проти Хорватії.
Дебютним голом за національну команду відзначилася 4 березня 2020 року в товариському матчі проти Вірменії (1:0), а також відзначився голом в наступному (1:1) нічийному матчі. На офіційному рівні першим голом відзначилася 17 вересня 2021 року в першому матчі групи G кваліфікації чемпіонату світу 2023 року в Австралії та Новій Зеландії, на 50-й хвилині програного (1:4) поєдинку проти Швейцарії.

## Статистика виступів

### Клубна
| Сезон             | Команда           | Чемпіонат         | Чемпіонат | Чемпіонат | Нац. кубок | Нац. кубок | Нац. кубок | Конт. кубок | Конт. кубок | Конт. кубок | Інші кубки | Інші кубки | Інші кубки | Загалом | Загалом |
| Сезон             | Команда           | Змаг.             | Матчі     | Голи      | Змаг.      | Матчі      | Голи       | Змаг.       | Матчі       | Голи        | Змаг.      | Матчі      | Голи       | Матчі   | Голи    |
| ----------------- | ----------------- | ----------------- | --------- | --------- | ---------- | ---------- | ---------- | ----------- | ----------- | ----------- | ---------- | ---------- | ---------- | ------- | ------- |
| 2021-2022         | «Мілан»           | A                 | 1         | 0         | КІ         | -          | -          |             | -           | -           |            | -          | -          | 1       | 0       |
| Усього за кар'єру | Усього за кар'єру | Усього за кар'єру | ??        | ?         |            | ?          | ?          |             | ?           | ?           |            | -          | -          | ?       | ?       |

### Забиті м'ячі
| #  | Data            | Vieta  | Varžovas          | Įvartis | Rezultatas | Turnyras                      |
| -- | --------------- | ------ | ----------------- | ------- | ---------- | ----------------------------- |
| 1. | 7 квітня 2019   | Каунас | Фарерські острови | 2–1     | 2–2        | Товариські змагання           |
| 2. | 4 березня 2020  | Єреван | Вірменія          | 1–0     | 1–0        | Товариські змагання           |
| 3. | 6 березня 2020  | Єреван | Вірменія          | 1–1     | 1–1        | Товариські змагання           |
| 4. | 10 квітня 2021  | Єреван | Ліван             | 1–0     | 7–1        | Товариські змагання           |
| 5. | 10 квітня 2021  | Єреван | Ліван             | 3–0     | 7–1        | Товариські змагання           |
| 6. | 10 квітня 2021  | Єреван | Ліван             | 6–1     | 7–1        | Товариські змагання           |
| 7. | 12 квітня 2021  | Єреван | Вірменія          | 1–0     | 2–2        | Товариські змагання           |
| 8. | 13 червня 2021  | Алітус | Фарерські острови | 1–0     | 2–0        | Кубок Балтії                  |
| 9. | 17 вересня 2021 | Тун    | Швейцарія         | 1–2     | 1–4        | Кваліфікації чемпіонату світу |

## Досягнення

### Клубні
«Гінтра Універсітетас»
- Чемпіонат Литви
  -  Чемпіон (3): 2018, 2019, 2020

### У збірній
- Балтійська футбольна ліга
  -  Чемпіон (1): 2019

### Індивідуальні
- Найкраща бомбардирка чемпіонату Литви (3): 2019 (41 гол), 2020 (48 гол), 2021[7]